# Anisodes tribeles
Anisodes tribeles är en fjärilsart som beskrevs av Louis Beethoven Prout 1920. Anisodes tribeles ingår i släktet Anisodes och familjen mätare. Inga underarter finns listade i Catalogue of Life.